# 6196 Bernardbowen
6196 Bernardbowen è un asteroide della fascia principale. Scoperto nel 1991, presenta un'orbita caratterizzata da un semiasse maggiore pari a 2,1994111 UA e da un'eccentricità di 0,0946379, inclinata di 6,19845° rispetto all'eclittica.